# アーネスト・バージェス

同心円地帯モデル
通勤者地帯
住宅地帯
労働者住宅地帯
遷移地帯
工場地帯
CBD（中心業務地区）

アーネスト・ワトソン・バージェス（Ernest Watson Burgess、1886年5月16日 - 1966年12月27日）は、アメリカの都市社会学者。

## 人物・概略
カナダのオンタリオ州生まれ。オクラホマ州のキング・フィッシャー大学（Kingfisher College）卒。シカゴ大学大学院で都市社会学を専攻し、1916年から、同大学で教鞭をとる。また、アメリカ社会学会の第24代会長を務めた。
ロバート・パーク（Robert E. Park）とともにシカゴ学派の人間生態学（human ecology）・都市社会学を指導しシカゴ学派の黄金時代を築くとともに、家族社会学でも業績を残した。
人間生態学、都市社会学の分野では、都市地域構造に関する同心円理論を通じたシカゴ学派の実証研究で知られる。また、パークとの共著『社会学なる科学序説（Introduction to Science of the Sociology）』(1921)などで同分野の基本的見地の確立にも寄与した。

## 研究と思想

### 都市の同心円理論
詳細は「同心円モデル」を参照
バージェスによれば、都市地域は、都市の発展につれて中央商業地域を中心とし外周を郊外高級住宅地帯とする五つの同心円的構造をなして膨張する。これを都市の同心円理論と呼び、パーク、マッケンジー（Roderick McKenzie）との共著『都市（The City）』所収の論文「都市の発展―調査計画序論」で提示された。

## 主な著作
- 1921, Introduction to Science of the Sociology, Greenwood Press with Robert E. Park. ISBN 0-8371-2356-9
- 1967, The City, University of Chicago Press, with Roderick McKenzie & Robert E. Park.　ISBN 0-226-64611-4